# Класс (фильм, 1983)
«Класс» (англ. Class) — американский фильм 1983 года режиссёра Льюиса Джона Карлино. В картине снялись актёры Алан Рак и Жаклин Биссет, а также (в дебютных ролях) Эндрю МакКарти, Джон Кьюсак, Вирджиния Мэдсен и Лолита Давидович.

## Сюжет
Джонатан и Франклин по прозвищу Скип поступают в подготовительную школу и благодаря шутливым розыгрышам друг над другом завязывают дружбу. После нескольких неудачных попыток Джонатана познакомиться Скип считает своим долгом помочь и устраивает ему поездку в Чикаго, чтобы тот смог встретить девушку и получить первый сексуальный опыт. Джонатан «снимает» Эллен, красивую женщину в возрасте и заводит роман с нею. Джонатан начинает ощущать любовь к ней, хотя женщина знает, что это между ними лишь влюблённость. Джонатан врёт ей, что он студент, завышая свой возраст, и когда в одну из встреч признаётся Эллен, что любит её, Эллен снова начинает думать о возможности продолжения отношений между ними. Она принимает окончательное решение лишь когда узнаёт, что Джонатан не только моложе, чем ранее заявлял ей, но и учится в той же школе, что и её сын.
На рождественские каникулы Скип приглашает Джонатана провести Рождество вместе с ним и его семьёй в их поместье Берроузов. Лишь здесь Джонатан обнаруживает, что Эллен является матерью Скипа и она замужем. Джонатан пытается разорвать с нею все отношения, но мать Скипа всё же контактирует с ним ещё несколько раз. В конце концов Джонатан соглашается встретиться с Эллен для разговора и лжёт Скипу, что ему надо побыть одному. Когда Джонатан встречается с Эллен, они снова оказываются в постели друг с другом. Скип, пытаясь поднять настроение своему другу, поднимается в комнату отеля к Джонатану и находит его там в постели с Эллен. Скип очень недоволен этим и охладевает к общению с другом. Тем не менее, он не отворачивается от Джонатана в ходе расследования мошенничества с результатами школьных тестов. В конце картины Скип с Джонатаном дерутся, но в последней сцене мирятся.

## В ролях
- Жаклин Биссет — Эллен Берроуз
- Роб Лоу — Франклин Берроуз (Скип)
- Эндрю МакКарти — Джонатан Огнер
- Стюарт Марголин — Бэлэбен
- Клифф Робертсон — мистер Берроуз
- Вирджиния Мэдсен — Лиза
- Джон Кьюсак — Раску Мейбаум
- Алан Рак — Роджер Джексон
- Ферн Персонс — ДеБрюль, директриса

## Критика
Ведущий американский еженедельник «Варьете» писал о фильме: «„Класс“ — всё, что хотите, только не „классный“… Представляется чем-то вроде неофициального ремейка одной из первых голливудских попыток Биссет, фильма The First Time (1969)». Американский кинокритик Винсент Кэнби также критично высказывался о фильме: «Фильм не может решить, является ли он лёгкой комедией, якобы происходящей в шикарной университетской подготовительной школе ново-английского стиля недалеко от Чикаго, или романтической драмой о подростке, у которого завязывается бурный роман с матерью соседа. В любом случае это — довольно ужасно». Другой американский кинокритик Роджер Эберт поставил кинокартине 2 из 4 звёзд и сказал, что «это было переложение для подготовительной школы фильма „Выпускник“, которое осознаёт, что некоторые сцены смешные, а некоторые — серьёзные, но никогда не может выяснить, как они должны согласовываться»; фильм «развлекает, когда речь не идёт об основном предмете сюжета, мучителен, когда касается его и агонизирует, когда смешивает унижение с юмором».